# Янечкова, Блажена
Блажена Янечкова (чеш. Blažena Janečková; (3 февраля 1911 — 1961 или 1972) — чешская шахматистка, чемпионка Чехословакии по шахматам среди женщин (1940), участница чемпионата мира по шахматам среди женщин (1939).

## Биография
В 1937 году победила на чемпионате Чехии по шахматам среди женщин. В 1938 году финишировала второй в чемпионате Чехословакии по шахматам среди женщин. В 1939 году участвовала в турнире за звание чемпионки мира по шахматам в Буэнос-Айресе, в котором поделила 9—10-е место (победила Вера Менчик). После возвращения на родину в 1940 году победила в чемпионате по шахматам среди женщин Протектората Богемии и Моравии. В начале 1941 года была арестована Гестапо, так как была членом Коммунистической партии Чехословакии и работала в группе движение сопротивления, которую основал Юлиус Фучик. Провела четыре года в концентрационном лагере.
После освобождения работала членом редколлегии шахматного журнала «Československý šach». Также после Второй мировой войны участвовала в шахматных турнирах. В 1946 году была второй, а в 1952 году — четвертой в чемпионате Чехословакии по шахматам среди женщин. После 1952 года из-за ухудшения здоровья оставила активную шахматную жизнь. Работала в чехословацком торговом представительстве в Рио-де-Жанейро.